# Савчук, Андрей Никонович
Андре́й Ни́конович Савчу́к (род. 7 октября 1931 год, село Сёмаки Берездовского района Хмельницкой области) — бригадир тракторно-полеводческой бригады совхоза «Баталинский» Орджоникидзевского района Кустанайской области, Казахская ССР. Герой Социалистического Труда (1971).

## Биография
Родился в 1931 году в крестьянской семье в селе Сёмаки Хмельницкой области. С 1951 по 1954 год проходил срочную службу в Советской Армии. В 1956 году по комсомольской путёвке вместе с группой выпускников Прилукской школы сельской механизации прибыл в Казахстан на освоение целинных земель. С 1956 года трудился трактористом в Красноармейской МТС, совхозе «Красная Заря», трактористом в совхозе «Баталинский» Орджоникидзевского района. В 1959 году возглавил тракторно-полеводческую бригаду.
В 1970 году бригада Андрея Савчука собрала в среднем по 19,5 центнеров зерновых с каждого гектара. Указом Президиума Верховного Совета СССР «О присвоении звания Героя социалистического Труда передовикам сельского хозяйства Казахской ССР» от 8 апреля 1971 года за выдающиеся успехи, достигнутые в развитии сельскохозяйственного производства и выполнении пятилетнего плана продажи государству продуктов земледелия и животноводства удостоен звания Героя Социалистического Труда с вручением ордена Ленина и золотой медали «Серп и Молот». Награжден орденом Дружбы Народов (1979).
С 1971 года — механик совхоза «Баталинский» Орджоникидзевского района.